# Dhiya Mahjoub
Dhiya Eddin Mahjoub Musa Kano (ur. 30 maja 1995 w Chartumie) – sudański piłkarz grający na pozycji ofensywnego pomocnika. Od 2018 jest zawodnikiem klubu Al-Merreikh.

## Kariera klubowa
Swoją karierę piłkarską Mahjoub rozpoczął w klubie Al-Emtedad SC, w którym zadebiutował w 2014 roku. W latach 2016–2017 grał w Alamal SC Atbara. W 2018 przeszedł do Al-Merreikh. W sezonach 2018, 2018/2019 i 2019/2020 wywalczył z nim trzy mistrzostwa Sudanu. W sezonie 2018 zdobył też Puchar Sudanu. Z kolei w sezonie 2020/2021 został wicemistrzem kraju.

## Kariera reprezentacyjna
W reprezentacji Sudanu Mahjoub zadebiutował 25 stycznia 2020 w wygranym 1:0 towarzyskim meczu z Erytreą, rozegranym w Asmarze. W 2022 roku został powołany do kadry na Puchar Narodów Afryki 2021. Na tym turnieju rozegrał trzy mecze grupowe: z Gwineą Bissau (0:0), z Nigerią (1:3) i z Egiptem (0:1).